# Новорямовское
Новорямовское — исчезнувшее село в Венгеровском районе Новосибирской области России. На момент упразднения входило в состав Петропавловского 1-го сельсовета. Исключено из учётных данных в 1987 году.

## География
Располагалось в 17 км к востоку от села Петропавловка 1-я.

## История
В 1976 году Указом президиума ВС РСФСР посёлок фермы № 1 совхоза «Рямовский» переименован в село Новорямовское.
Решением Новосибирского облисполкома от 23.04.1987 г. № 208 село исключено из учётных данных как фактически не существующее.